# نیاگارا (کشتی تفریحی)
نیاگارا (کشتی تفریحی) (به انگلیسی: Niagara (palace steamer)) یک کشتی بود که طول آن 230 ft. و ارتفاع آن 14 ft. بود. این کشتی در سال ۱۸۴۵ ساخته شد.